# 83-я бомбардировочная авиационная дивизия
83-я бомбардировочная авиационная дивизия  (83-я бад) — соединение Военно-Воздушных сил (ВВС) Вооружённых Сил РККА бомбардировочной авиации, принимавшее участие в боевых действиях Советско-японской войны, после распада СССР вошедшая в состав ВВС России.

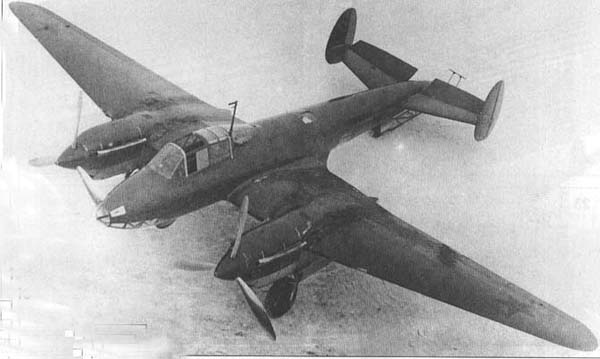
Пикирующий бомбардировщик Пе-2 стоял на вооружении дивизии во время войны с Японией.

## История наименований дивизии
- 83-я смешанная авиационная дивизия (25.07.1941 г.)[1];
- 83-я бомбардировочная авиационная дивизия (01.12.1941 г.)[1];
- 243-я бомбардировочная авиационная дивизия (10.01.1949 г.)[2][1];
- 243-я истребительно-бомбардировочная авиационная дивизия (1968 г.)[2][3];
- 243-я смешанная авиационная дивизия (1970 г.)[2][3];
- 83-я истребительно-бомбардировочная авиационная дивизия (1972 г.)[2][3];
- 83-я авиационная дивизия истребителей-бомбардировщиков (1976 г.)[2][3];
- 83-я бомбардировочная авиационная дивизия (1980 г.)[3];
- Войсковая часть (Полевая почта) 23405[3].

## История и боевой путь дивизии
Дивизия сформирована в конце июля 1941 года в составе ВВС 1-й Краснознамённой армии Дальневосточного фронта в Хабаровске.

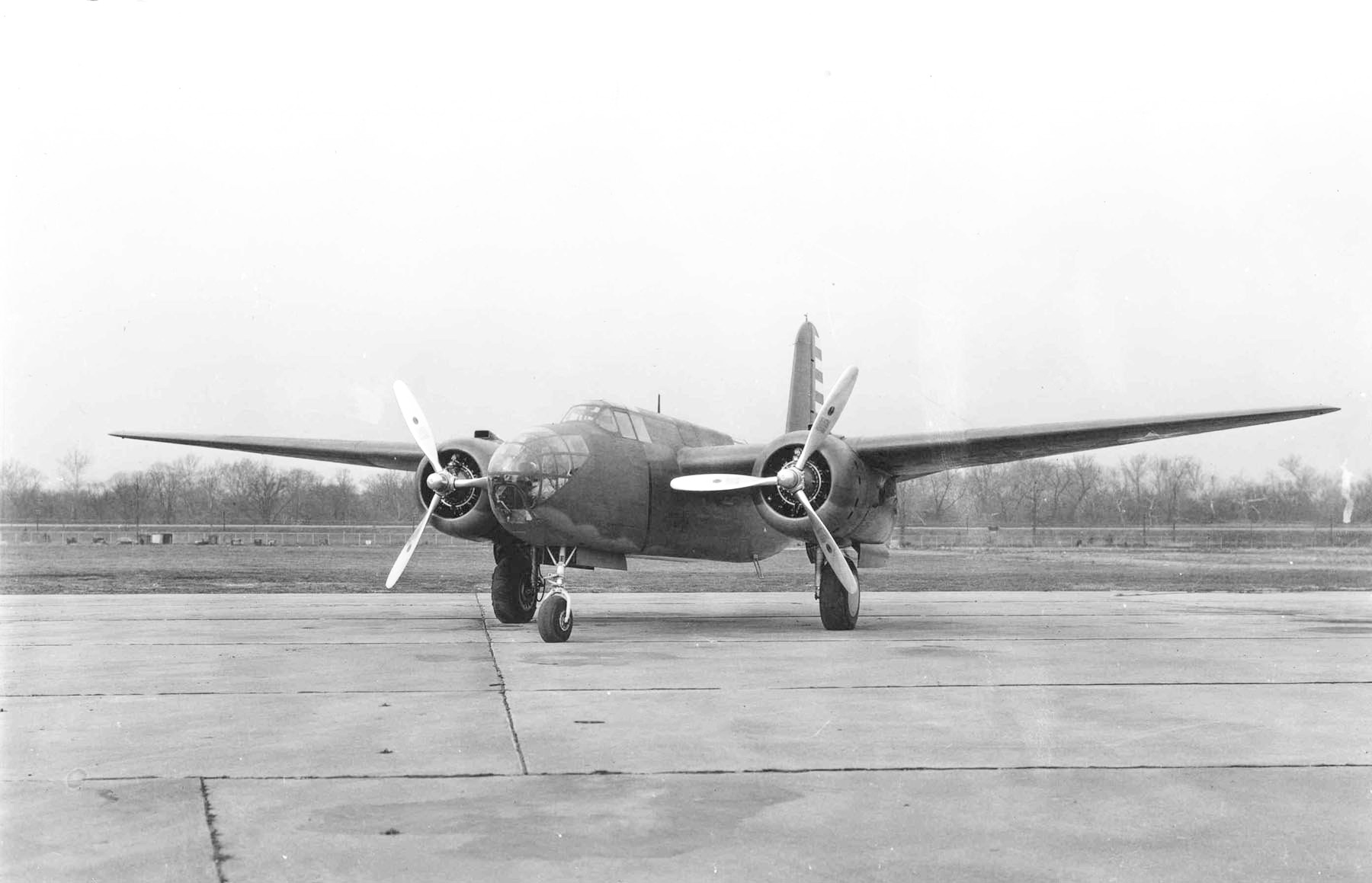
Бомбардировщик Douglas A-20 Havoc стоял на вооружении дивизии после войны с Японией в период базирования на Камчатке.

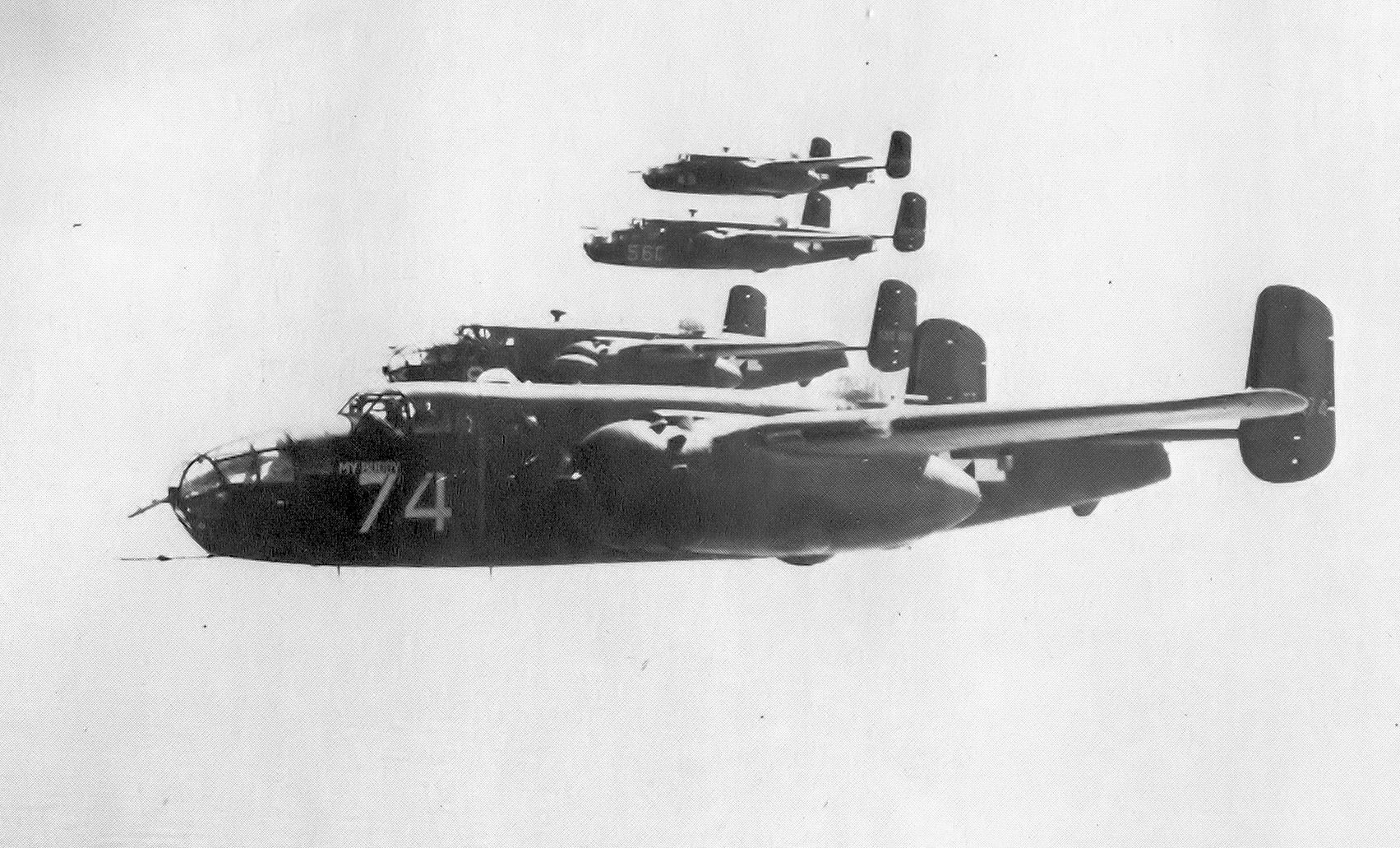
Бомбардировщик North American B-25 Mitchell являлся основным самолётом дивизии с 1945 года до получения первых Ил-28 в 50-х годах XX века.

С конца 1941 года дивизия входила в состав ВВС 25-й армии Дальневосточного фронта, не меняя своей дислокации. 15 августа 1942 года дивизия вошла в состав 10-й воздушной армии, сформированной на базе ВВС 25-й армии Дальневосточного фронта приказом командующего ДВФ № 00142 от 31 июля 1942 на основании приказа НКО СССР № 00152 от 27 июля 1942 года. Дивизия продолжала дислоцироваться в Хабаровске. Полки дивизии выполняли задачи по прикрытию с воздуха государственной границы СССР на Дальнем Востоке.
Боевой состав дивизии:
- - управление дивизии — 10-й участок
  - 308-й истребительный авиационный полк — Бирское (до 04.1944 г.)[4]
  - 540-й бомбардировочный авиационный полк — 10-й участок
  - 782-й бомбардировочный авиационный полк — Сита и Обор
  - 911-й истребительный авиационный полк — 24 ноября 1942 года передан из 29-й иад, в декабре 1942 года переформирован по штату 015/284, 1 марта 1943 года возвращен обратно в состав 29-й иад[5].

С 9 августа 1945 года дивизия в составе 10-й воздушной армии 2-го Дальневосточного фронта принимала участие Советско-японской войне. В ходе Сунгарийской наступательной операции соединения воздушной армии прикрывали сосредоточение соединений и частей 15-й армии, поддерживали высадку десанта кораблями Амурской военной флотилии в городе Фуюань, затем наступление войск на Цицикарском направлении.Дивизия находилась в резерве командующего армии имея боевую задачу: с рассвета 9 августа действовать по вскрытым воздушной разведкой сосредоточениям и группировкам противника на Сунгарийском направлении до рубежа Фуцзинь — Баоцин. В первый день дивизии под прикрытием истребителей одиночными самолётами Пе-2 вела разведку войск противника в районах Баоцин и Циэрцин с попутным бомбометанием по обнаруженным целям способом «свободная охота». Всего произведено 8 самолёто-вылетов Пе-2 с налетом 10 часов.
Боевой состав дивизии насчитывал 58 самолётов Пе-2 и включал два бомбардировочных авиационных полка:
- 581-й бомбардировочный авиационный полк (Пе-2, 10-й участок);
- 782-й бомбардировочный авиационный полк (Пе-2, Краснознаменка).

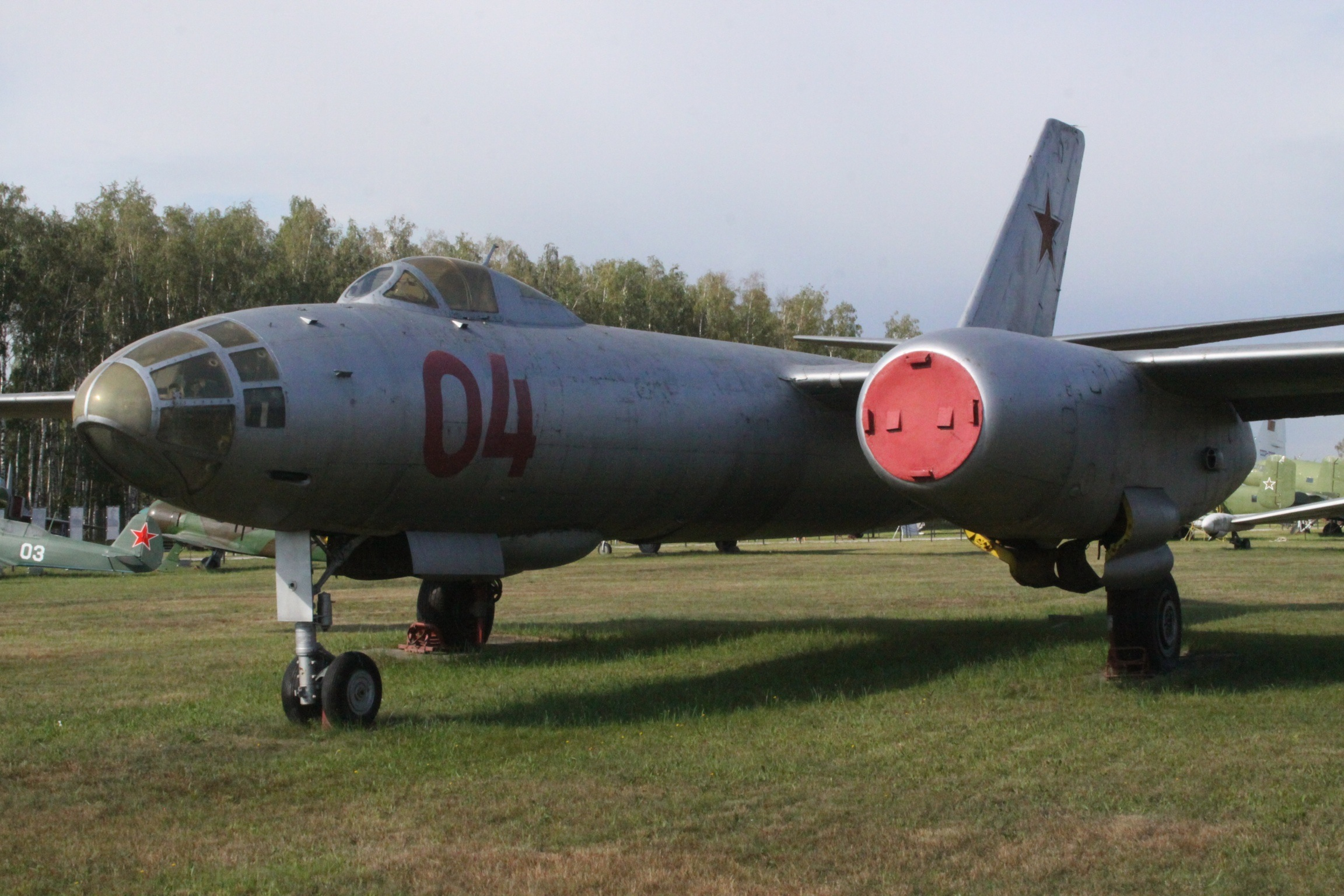
Ил-28. Такие самолёты стояли на вооружении дивизии с 1951 года по 1960 гг.

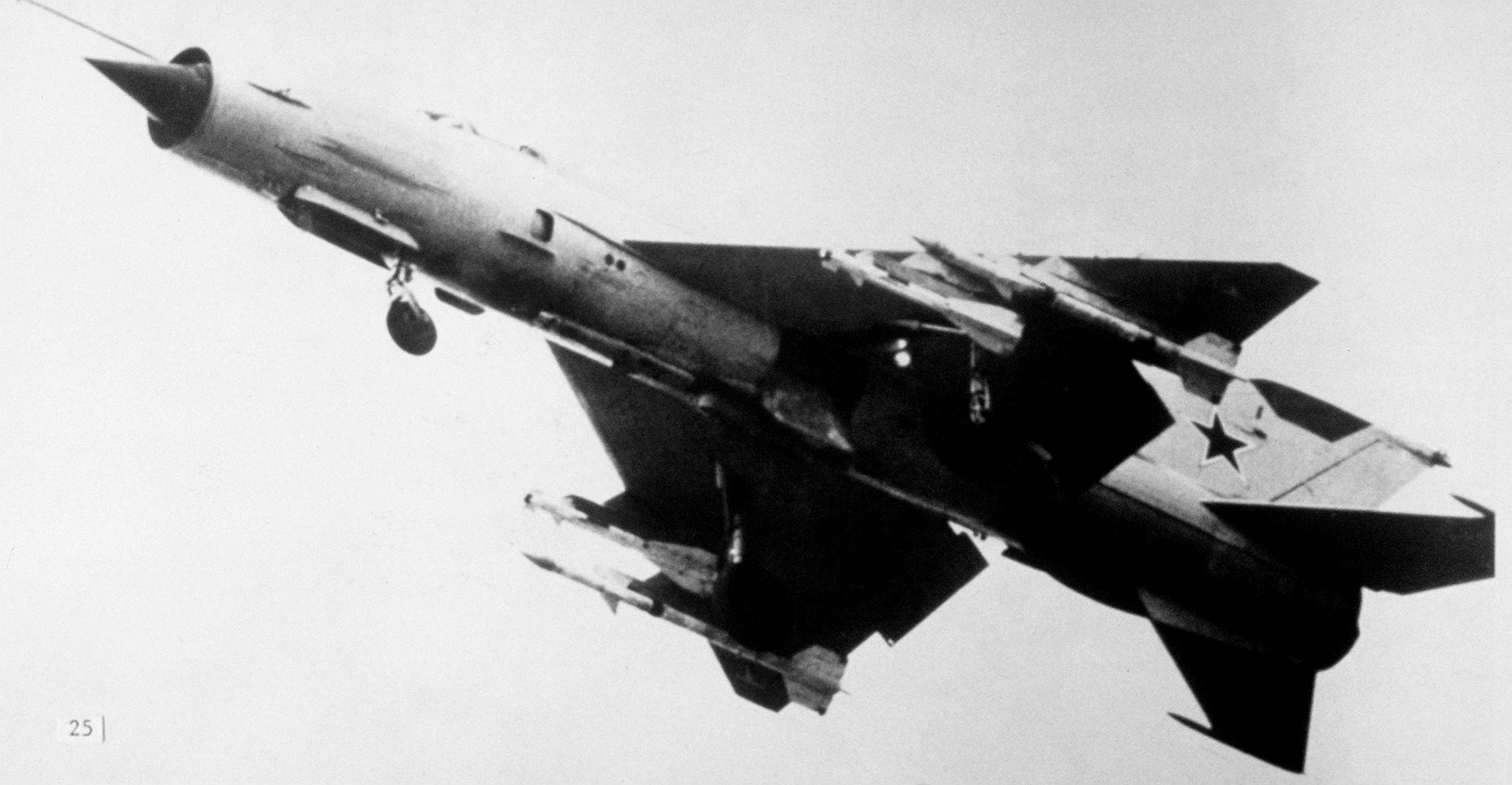
МиГ-21СМ стоял на вооружении 56-го полка истребителей-бомбардировщиков с 1974 года по 1980 гг.

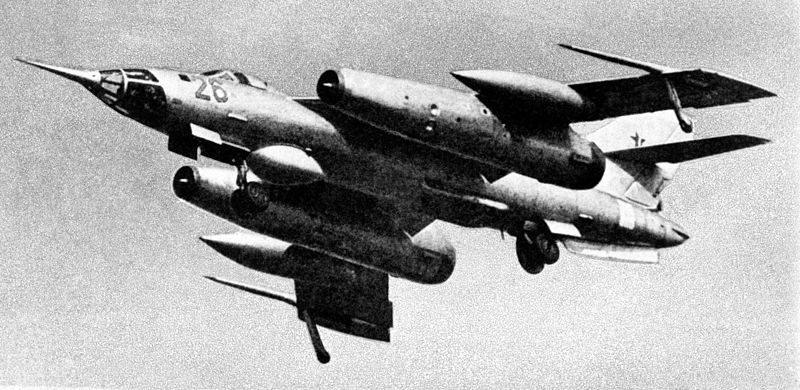
Як-28. Эти самолёты стояли на вооружении 277-го бап.

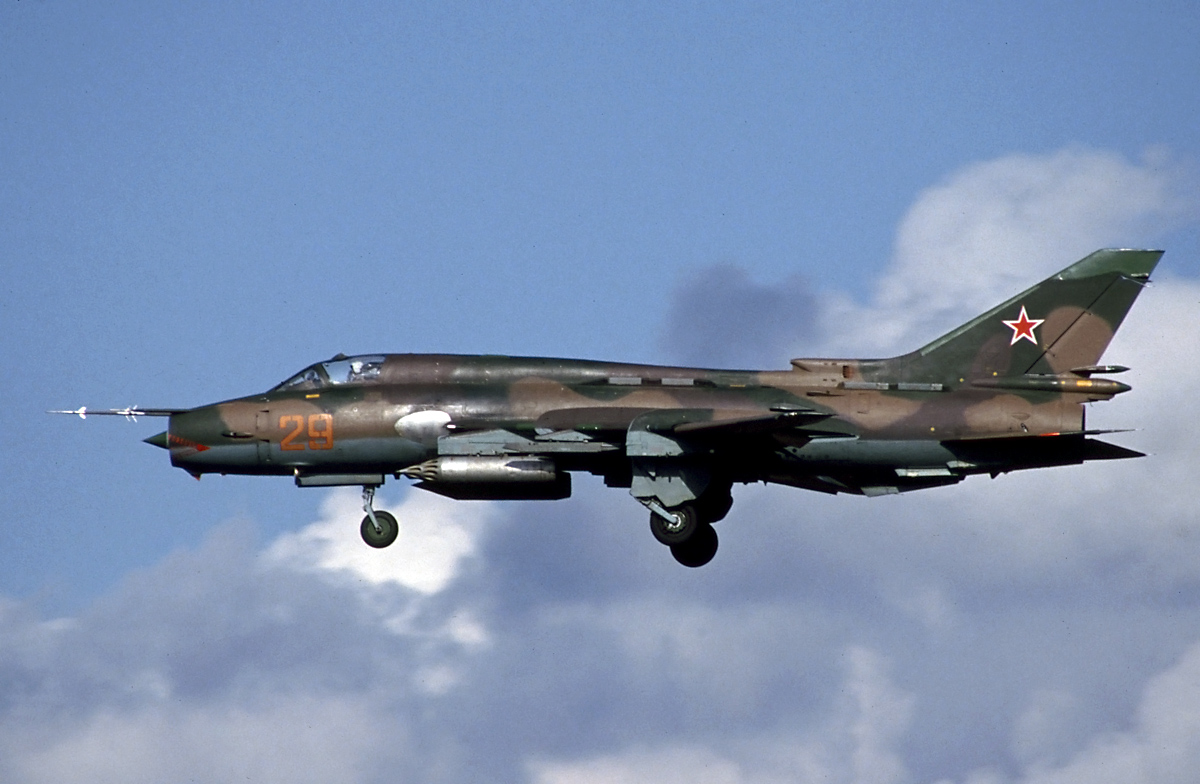
Самолёт Су-17 стоял на вооружении 26-го гвардейского апиб с 1972 года. На смену ему пришел Су-24 в 1979 году.

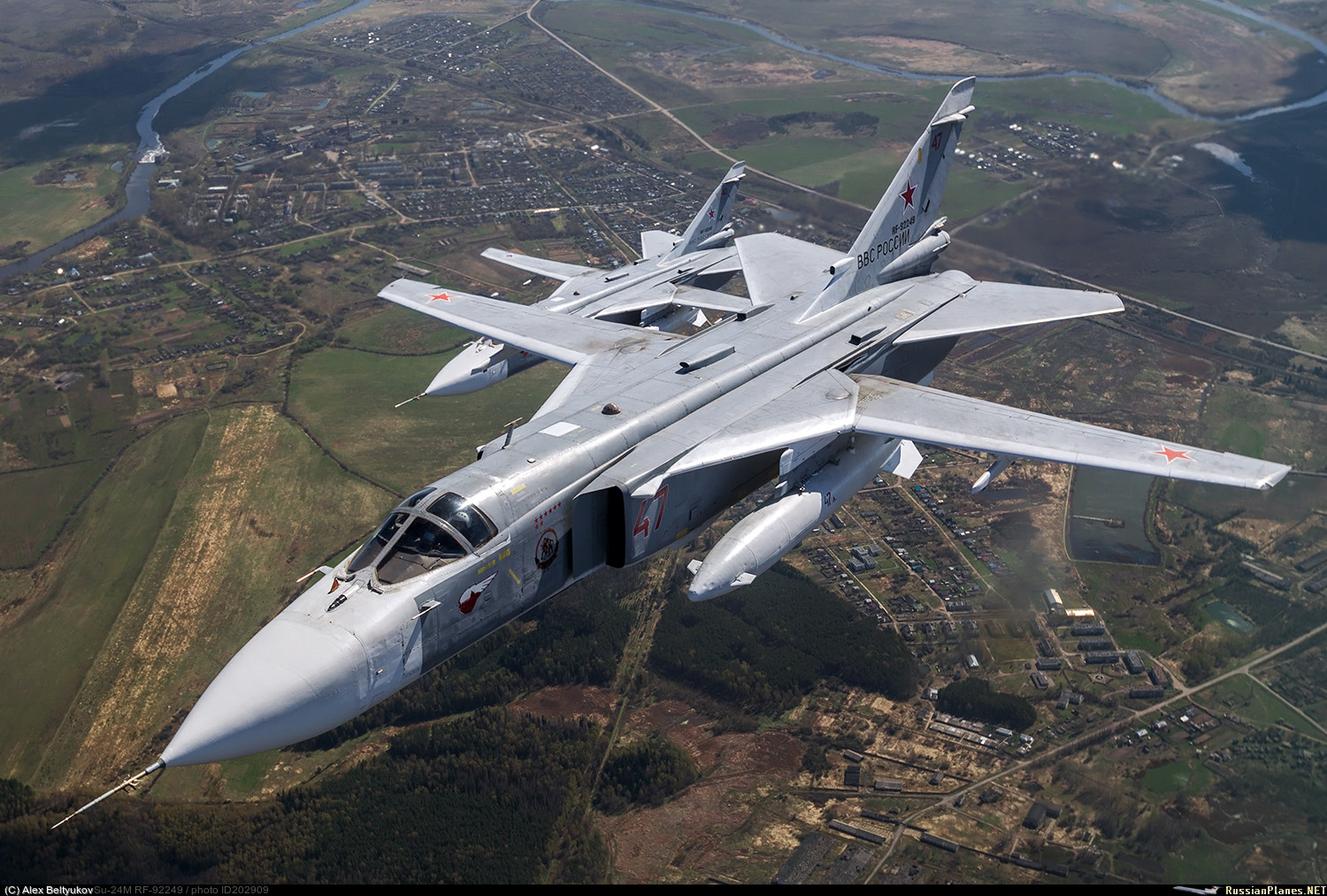
Су-24 стояли на вооружении дивизии с 1975 года.

10 августа дивизия продолжала находиться в резерве командующего 10-й воздушной армии, имея ту же боевую задачу. Экипажи дивизии выполняли боевую задачу по вызову с командного пункта дивизии из положения дежурства на аэродромах. В ходе вылетов под прикрытием истребителей 29-й истребительной авиадивизии дивизия вела разведку дорог на участках: Ояоцеяхэ — Наньтун — Жаохэ; Баоцин — Дадайхэ — Жаохэ, с попутным бомбометанием по обнаруженным целям в районе Дадайхэ. Всего произведено 4 самолёто-вылетов с налетом 6 часов 40 минут.
Планом командующего 10-й воздушной армии на 11 августа дивизии назначалось перебазирование на аэродромы Бирофельд и Желтый Яр (Еврейская автономная область). С 12 августа дивизия боевых действий не вела, находясь в резерве командующего армией в готовности к действиям по вызову. 18 августа дивизия в полном составе перебазировалась на аэродром Бабстово. 20 августа 581-й бомбардировочный авиационный полк перебазировался на аэродром Мынгали.
В составе действующей армии дивизия находилась с 9 августа 1945 года по 3 сентября 1945 года.
По окончании войны с Японией 29 августа дивизия начала перебазирование на свои постоянные аэродромы: 10-й участок и Хурба (Комсомольск-на-Амуре, Хабаровский край).
В сентябре 1945 года командир дивизии, штаб и 782-й бомбардировочный авиационный полк перебазировались на полуостров Камчатка в состав 18-го авиационного корпуса 10-й воздушной армии Дальневосточного фронта для выполнения задач по прикрытию с воздуха государственной границы СССР на аэродром Петропавловск-Камчатский. В состав дивизии вошли:
- 73-й бомбардировочный авиационный полк (А-20, B-25 Митчелл);
- 782-й бомбардировочный авиационный полк (А-20, B-25 Митчелл).

В связи с массовым переименованием частей и соединений 10 января 1949 года дивизия переименована в 243-ю бомбардировочную авиационную дивизию, корпус — в 53-й смешанный авиационный корпус, а 10-я воздушная армия — в 29-ю воздушную армия. Изменения коснулись также 782-го бап, он стал именоваться 984-й бомбардировочный авиационный полк.
В январе 1953 года получила от 128-й смешанной авиационной дивизии 903-й бомбардировочный авиационный полк на самолётах А-20, B-25 Митчелл. В 1968 году дивизия передана в состав истребительно-бомбардировочной авиации, перебазирована в Хурбу (Комсомольск-на-Амуре) и поменяла наименование — 243-я истребительно-бомбардировочная авиационная дивизия, с 1972 года дивизии вернули её прежнее цифровое обозначение — 83-я истребительно-бомбардировочная авиационная дивизия, с 1976 года наименование изменилось — 83-я авиационная дивизия истребителей-бомбардировщиков.
В 1957 году 53-й смешанный авиационный корпус расформирован. Дивизия вошла в прямое подчинение вновь созданной 1-й воздушной армии Дальневосточного военного округа. В 1968 году в состав дивизии вошли:
- 26-й гвардейский авиационный полк истребителей-бомбардировщиков, аэродром в 1979 году преобразован в бомбардировочный авиационный полк[9], в 1989 году 26-й гвардейский бомбардировочный авиационный полк расформирован на аэродроме 10-й участок в Хабаровске;
- 56-й авиационный полк истребителей-бомбардировщиков, в 1979 году преобразован в 56-й бомбардировочный авиационный полк, в 2001 году расформирован на аэродроме Возжаевка Амурской области;
- 277-й бомбардировочный Млавский Краснознаменный авиационный полк (с октября 1970 года), аэродром Хурбу (Комсомольск-на-Амуре),[10]

В 1990 году в состав дивизии вошел 302-й бомбардировочный авиационный полк на самолётах Су-24М, базирующийся на аэродроме Переясловка. В связи с распадом СССР дивизия вошла в состав ВВС России. 1 мая 1998 года дивизия вошла в состав 11-й армии ВВС и ПВО, которая создана в связи с проводимой реформой Вооружённых сил на базе 1-й воздушной армии. В 2001 году дивизия была расформирована в составе 11-й армии ВВС и ПВО.

## Командир дивизии
- полковник Володин Митрофан Семёнович[1], 26.07.1941 — 01.12.1946
- полковник Ерёмин Михаил Алексеевич[1], 01.12.1946 — 10.1949

## Благодарности Верховного Главнокомандующего
Дивизии за отличие в боях на Дальнем Востоке объявлена благодарность Верховного Главнокомандующего.